# Notolinga fuegiana
Genre
Synonymes
- Linga Lavery & Snazell, 2013 nec de Gregorio, 1884

Espèce
Synonymes
- Neriene fuegiana Simon, 1902
- Oedothorax fuegianus (Simon, 1902)
- Linga orqueta Lavery & Snazell, 2013

Notolinga fuegiana, unique représentant du genre Notolinga, est une espèce d'araignées aranéomorphes de la famille des Linyphiidae.

## Distribution
Cette espèce se rencontre en Argentine en Terre de Feu et aux îles Malouines,.

## Description
Le mâle décrit par Lavery et Snazell en 2013 sous le nom Linga orqueta mesure 1,27 mm et la femelle 1,42 mm.

## Étymologie
Son nom d'espèce lui a été donné en référence au lieu de sa découverte, la Terre de Feu.
Ce genre est nommé en l'honneur d'Elizabeth Ling Lavery.

## Publications originales
- Simon, 1902 : Arachnoideen, excl. Acariden und Gonyleptiden. Ergebnisse der Hamburger Magalhaensischen Sammelreise 1892/1893. Band Arthropoden. Naturhistorisches Museum zu Hamburg, L. Friederichsen & Co., Hamburg, vol. 6, no 4, p. 1-47.
- Lavery & Dupérré, 2019 : Note on the replacement name for the preoccupied genus Linga Lavery & Snazell, 2013 and the synonymy of the type species Linga orqueta Lavery & Snazell, 2013 (Araneae: Linyphiidae). Arachnology, vol. 18, no 3, p. 248-249.
- Lavery & Snazell, 2013 : The spiders of the Falkland Islands 1: Erigoninae (Araneae, Linyphiidae). Bulletin of the British Arachnological Society, vol. 16, no 2, p. 37-60.